# Eupelmus pacificus
Eupelmus pacificus är en stekelart som beskrevs av Timberlake 1926. Eupelmus pacificus ingår i släktet Eupelmus och familjen hoppglanssteklar. Inga underarter finns listade i Catalogue of Life.